# Єжи Себастьян Любомирський
Станіслав Єжи Себастьян Любомирський (пол. Jerzy Sebastian Lubomirski, пол. Stanisław Jerzy Sebastian; 20 січня 1616 — 31 січня / 31 грудня 1667, Вроцлав) — польсько-український князь, магнат, державний діяч, гетьман польний коронний з українського княжого роду Любомирських. Керівник заколоту проти польської монархії з метою захисту прав аристократії.

## Біографія
Син воєводи, старости князя Станіслава Любомирського і русько-литовської княжни Софії Острозької (дочки Олександра Острозького). З 1641 року був одружений з Констанцією Ліґензою, після її смерти одружився 1654 року з Барбарою Тарло. В обох шлюбах у нього народилися кілька синів і дочок, у тому числі Ієронім Августин Любомирський.
1643 року був обраний маршалком сейму. З 1647 року С. Є. С. Любомирський був старостою Кракова і коронним маршалком, з 1650 року великим коронним маршалком, з 1658 польним гетьманом коронним, старостою Нового Сонча і Спиша.
Був відомим польським воєначальником епохи повстання Хмельницького, Північної війни 1655–1660, Російсько-польської війни 1654–1667, польських кампаній в Семигороддя.
1655 року був організатором опору проти шведів у південній Польщі. У 1657 році загони на чолі з Є. С. Любомирським відбили напад Семиградського князя Юрія II Ракоці; своєю чергою, вторглися в його володіння, примусивши до капітуляції. Разом з коронним гетьманом Станіславом «Реверою» Потоцьким (з яким мав конфлікти) здобув рішучу перемогу над московсько-козацьким військом у битві під Чудновом.
Очолив опозицію польському королю Яну II Казимиру і його реформам. У боротьбі з королем намагався дістати підтримку Австрії, Бранденбурґа. З ініціативи С. Є. С. Любомирського реформи короля у 1660 і 1661 роках провалювалися в польському сеймі. Король звинуватив його у зраді державі, позбавив всіх титулів, постів. Любомирський втік до сілезького Бреслау, що знаходився у володіннях Габсбурґів.
З Сілезії Любомирський навів контакти з імператором Священної Римської імперії, бранденбурзьким курфюрстом, шведським королем, укладаючи з ними угоди проти польського короля і його реформ. Зміг залучити частину польської шляхти на свою сторону, паралізувати сейм. Під час московсько-польської війни переміг королівську армію в декількох битвах, у тому числі поблизу Ченстохови в 1665 році та поблизу Міонтв у 1666 р.
Польський король Ян II Казимир, втомлений від військових поразок, був змушений поступитися вимогам повстанців: оголосив про відхід від своїх реформістських планів, цим практично заклав фундамент під свою відставку, що наступила 1668 року. Любомирський вийшов з конфлікту з королем політично сильнішим; однак конфлікт підірвав його здоров'я.
Помер 31 січня (або 31 грудня[джерело?]) 1667 року в м. Вроцлав. Був похований урочисто у Вісьнічі 23 травня 1667 року, елекційний сейм 1669 року повністю його реабілітував.

## У культурі
1658 року сприяв створенню Колегіуму Піярів у Ряшеві. На той час — це була друга така школа на всю Польщу.

Станіслав Єжи Себастьян Любомирський є одним з персонажів історичного роману польського письменника Генрика Сенкевича «Потоп».